# Nicolaas Capocci

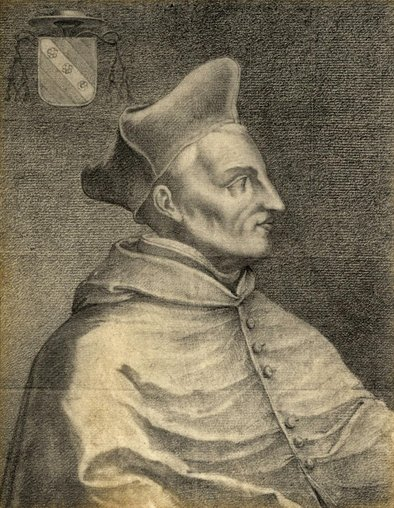
Nicolaas Capocci als kardinaal

Nicolaas Capocci (gestorven in Monte Falcone of Montefiascone, 26 juli 1368) was een Italiaans kardinaal, tevens bisschop van Utrecht in 1341.
Nicolaas was een edelman uit een vooraanstaand Romeins geslacht. Hij studeerde rechten in Perugia, werd kanunnik in Terwaan en verbleef als kanselier van de koning van Frankrijk enige tijd in Parijs. Hij was later auditor van de Sacra Rota Romana in Rome en gunsteling van paus Benedictus XII. Deze benoemde hem in januari 1341 tot bisschop van Utrecht, maar door het verzet van de Utrechtse kapittels, die Jan van Bronkhorst op de zetel wilden zien, deed hij nog in hetzelfde jaar afstand van zijn bisdom. Hij had zich in Utrecht overigens slechts laten vertegenwoordigen door een vicaris.
Capocci was vervolgens van 1348 tot 1351 bisschop van Urgel en daarna van Frascati. In 1350 werd hij door paus Clemens VI tot kardinaal verheven. Hij bleef echter ook banden onderhouden met het Sticht, want in 1350 ontving hij de proosdij van Deventer.
In 1356 was hij opnieuw in Parijs, het jaar daarop in Londen, om als pauselijk legaat te bemiddelen in de Honderdjarige Oorlog tussen Engeland en Frankrijk. Zijn inspanningen hadden echter geen enkel succes. In 1361 bouwde hij een eigen huis in Perugia, waar hij een jaar later het Collegium Gregorianum of 'Sapienza Vecchia' stichtte voor veertig theologiestudenten (later de theologische faculteit van de universiteit). Hij werd begraven in de Basiliek van Santa Maria Maggiore in Rome.
- Gemeinsame Normdatei: 102203216X
- International Standard Name Identifier: 0000 0000 5276 7474
- Library of Congress Control Number: nr98038649
- Nederlandse Thesaurus van Auteursnamen: 328981451
- Virtual International Authority File: 26979848
- WorldCat: E39PBJbxDfyp7XbcWVBcXRpXVC